# Willi Giesemann
Wilhelm Giesemann, plus connu sous le nom de Willi Giesemann, né le 2 septembre 1937 à Rühme (État libre de Brunswick) et mort le 4 octobre 2024, est un joueur de football international allemand, qui occupe le poste de défenseur.

## Biographie

### Carrière en club
Avec le club du Hambourg SV, Willi Giesemann joue une finale de Coupe d'Allemagne et également une finale de Coupe d'Europe des vainqueurs de coupe. Avec cette équipe, il dispute un total de 104 matchs en Bundesliga, pour 13 buts inscrits.

### Carrière en sélection
Avec l'équipe de RFA, Willi Giesemann joue 14 matchs (pour aucun but inscrit) entre 1960 et 1965. 
Il joue son premier match en équipe nationale le 11 mai 1960 en amical contre l'Irlande, et son dernier le 6 juin 1965 contre le Brésil, toujours en amical. Le 20 septembre 1961, il inscrit un but contre son camp lors d'une rencontre face au Danemark.
Il figure dans le groupe des sélectionnés lors de la Coupe du monde de 1962. Lors du mondial organisé au Chili, il joue deux matchs : contre le Chili et la Yougoslavie.

## Palmarès
Hambourg SV
- Coupe d'Allemagne :
  - Finaliste : 1966-67.

- Coupe d'Europe des vainqueurs de coupe :
  - Finaliste : 1967-68.